# Método de Laplace
Em matemática, o método de Laplace é uma técnica originalmente desenvolvida por Pierre-Simon Laplace (1774, p. 366-367) para aproximar integrais da forma
{\displaystyle \int _{a}^{b}\!e^{Mf(x)}\,dx}
onde {\displaystyle f(x)} é uma função duplamente diferenciável, M é um grande número, e os pontos finais da integral a e b podem estar no infinito. 

## A ideia do método de Laplace

A função em azul, é mostrado no topo para e em baixo para Aqui, com um máximo global em Isto é visto que como cresce de maneira mais acentuada, a aproximação desta função por uma função Gaussiana (mostrada em vermelho) é melhor obtida. Esta observação é subjacente ao método de Laplace.

Assumindo que a função f(x) tem um único máximo global em x0. Então, o valor  f(x0) irá ser maior que outros valores f(x). Se nós multiplicarmos esta função por um grande número M, o lapso entre  Mf(x0) e  Mf(x) só irá aumentar, e então ele irá crescer exponencialmente para a função
{\displaystyle e^{Mf(x)}.}
Como tal, contribuições significativas para a integral dessa função só virá a partir de pontos x em um vizinhança de x0, a qual pode então ser estimada.

## Teoria geral do método de Laplace
Para estabelecer e provar o método, são necessários alguns pressupostos. Assume-se que x0 não é um ponto final do intervalo de integração, que o valor  f(x) pode não ser muito próximo a f(x0) exceto se x é próximo a x0, e que {\displaystyle f'''(x_{0})<0}. 
Pode-se expandir f(x) em torno de x0 pelo teorema de Taylor, 
{\displaystyle f(x)=f(x_{0})+f'(x_{0})(x-x_{0})+{\frac {1}{2}}f''(x_{0})(x-x_{0})^{2}+R.}
onde {\displaystyle R=O\left((x-x_{0})^{3}\right).}
Desde que f tem um máximo global em x0, e já que x0 não é um ponto final, ele é um ponto estacionário, então f'(x0)=0 nesse ponto. Com essa simplificação, a função f(x) pode ser aproximada a ordem quadrática por
{\displaystyle f(x)\approx f(x_{0})-{\frac {1}{2}}|f''(x_{0})|(x-x_{0})^{2}}
para x próximo a x0 (lembrando que a segunda derivada é negativa no máximo global f(x0)). As suposições feitas garantem a precisão da aproximação
{\displaystyle \int _{a}^{b}\!e^{Mf(x)}\,dx\approx e^{Mf(x_{0})}\int _{a}^{b}e^{-M|f''(x_{0})|(x-x_{0})^{2}/2}dx}
(ver a imagem à direita). Esta última integral é uma integral de Gauss se os limites de integração vão de −∞ a +∞ (os quais podem ser assumidos então porque a exponencial decai muito rápido longe de x0), e então ela pode ser calculada. Encontra-se 
{\displaystyle \int _{a}^{b}\!e^{Mf(x)}\,dx\approx {\sqrt {\frac {2\pi }{M|f''(x_{0})|}}}e^{Mf(x_{0})}{\mbox{ quando }}M\to \infty .}
Uma generalização deste método e sua extensão a precisão arbitrária é apresentado por Fog (2008).

## Extensão do Método de Laplace: Descida mais íngreme
Em extensões do método de Laplace, análise complexa, e em particular a fórmula integral de Cauchy, é usada para encontrar um contorno de descida mais íngreme para uma integral equivalente (assintoticamente com M grande), expressa como uma integral de linha. Em particular, se nenhum ponto x0 onde a derivada de f desaparece existe sobre a linha real, isto pode ser necessário para deformar o contorno de integração para um ótimo, onde a análise acima será possível. Mais uma vez a ideia principal é reduzir, pelo menos assintoticamente, o cálculo da integral dada aquele de uma integral mais simples que possa ser explicitamente avaliada. Ver o livro de Erdelyi (1956) para uma discussão simples (onde o método é denominado descidas mais íngremes).

## Generalizações posteriores
Uma extensão do método da descida mais íngreme é a assim chamada método da descida mais íngreme/fase estacionária não linear. Aqui, ao invés de integrais, é necessário avaliar as soluções assintóticas dos problemas da fatoração de Riemann-Hilbert. 
Dado um contorno C na esfera complexa, uma função f definida sobre este contorno e o especial, dito infinito, busca-se uma função M holomórfica distante do contorno C, com lapso previsto em C, e com uma dada normalização no infinito. Se f e portanto M são matrizes ao invés de escalares este é um problema que em geral não admite uma solução explícita. 
Uma avaliação assintótica é então possível ao longo das linhas do método da descida mais íngreme/fase estacionária não linear. A ideia é reduzir assintoticamente a solução do problema de Riemann-Hilbert dado aquele de um problema de Riemann-Hilbert mais simples, explicitamente resolvível. O teorema de Cauchy é usado para ajustar deformações do contorno de lapso. 
A fase estacionária não linear foi introduzida por Deift e Zhou em 1993, com base em trabalhos anteriores seus. O método da descida mais íngreme não linear (propriamente falando) foi introduzido por Kamvissis, K. McLaughlin e P. Miller em 2003, baseado em trabalhos prévios de Lax, Levermore, Deift, Venakides e Zhou. 
O método da descida mais íngreme/fase estacionária não linear tem aplicações para a teoria de equações sóliton e modelos integráveis, matrizes aleatórias e combinatória.

## Integrais complexas
Para integrais complexas na forma:
{\displaystyle {\frac {1}{2\pi i}}\int _{c-i\infty }^{c+i\infty }g(s)e^{st}\,ds}
com t >> 1, nós fazemos a substituição t = iu e a mudança de variável s = c + ix para obter a transformação bilateral de Laplace:
{\displaystyle {\frac {1}{2\pi }}\int _{-\infty }^{\infty }g(c+ix)e^{-ux}e^{icu}\,dx.}
Então dividimos g(c+ix) em sua partes reais e complexas, após o que recuperamos u = t / i. Isto é útil para transformadas inversas de Laplace, a fórmula de Perron e integração complexa.

## Exemplo 1: aproximação de Stirling
O método de Laplace pode ser usado para derivar a aproximação de Stirling
{\displaystyle N!\approx {\sqrt {2\pi N}}N^{N}e^{-N}}
para um N inteiro grande.
Da definição da função gama, nós temos
{\displaystyle N!=\Gamma (N+1)=\int _{0}^{\infty }e^{-x}x^{N}dx.}
Agora, mudamos variáveis, obtendo
{\displaystyle x=Nz}
tal que
{\displaystyle dx=Ndz.}
Coloca-se estes valores novamente para obter
| {\displaystyle N!} | {\displaystyle =\int _{0}^{\infty }e^{-Nz}\left(Nz\right)^{N}Ndz} |
|                    | {\displaystyle =N^{N+1}\int _{0}^{\infty }e^{-Nz}z^{N}dz}         |
|                    | {\displaystyle =N^{N+1}\int _{0}^{\infty }e^{-Nz}e^{N\ln z}dz}    |
|                    | {\displaystyle =N^{N+1}\int _{0}^{\infty }e^{N(\ln z-z)}dz.}      |

Esta integral tem a forma necessária para o método de Laplace com
{\displaystyle f\left(z\right)=\ln {z}-z}
a qual é duplamente diferenciável:
{\displaystyle f'(z)={\frac {1}{z}}-1\,,}
{\displaystyle f''(z)=-{\frac {1}{z^{2}}}.}
O máximo de f(z) situa-se em z0=1, e a segunda derivada de f(z) tem neste ponto o valor -1. Então, obtemos
{\displaystyle N!\approx N^{N+1}{\sqrt {\frac {2\pi }{N}}}e^{-N}={\sqrt {2\pi N}}N^{N}e^{-N}.}

## Exemplo 2: estimativa de parâmetros e inferência probabilística
Azevedo-Filho and Shachter (1994) sumarizam resultados (univariados e multivariados) relacionados ao método de Laplace e apresentam um exemplo detalhado de sua aplicação a um problema envolvendo estimativa de parâmetros e inferência probabilística, sob uma ótica bayesiana. O método de Laplace é utilizado em um problema de meta-análise do domínio da medicina, envolvendo dados de experimentos, e comparado com outras técnicas. (artigo)